# توکای گاکی
توکای گاکی (انگلیسی: Tōkai Gakki) شرکت تجهیزات موسیقی ژاپنی است، که در سال ۱۹۴۷ تأسیس شد.